# Европско првенство у атлетици за јуниоре 2009 — штафета 4 × 100 метара за јуниорке
Трка штафета 4 х 100 метара у женској конкуренцији на 20. Европском првенству у атлетици за јуниоре 2009. у Новом Саду одржано је 26. јула 2009. на Стадиону Карађорђе.
Титулу освојену у Хенгело 2007 бранила је штафета Уједињеног Краљевства.

## Земље учеснице
Учествовале су атлетичарке из 12 земаља.
1. Ирска (4)
2. Италија (4)
3. Немачка (4)
4. Норвешка (4)
5. Пољска (4)
6. Португалија (4)
7. Србија (4)
8. Уједињено Краљевство (4)
9. Француска (4)
10. Холандија (4)
11. Швајцарска (4)
12. Шпанија (4)

## Освајачи медаља
|                                                                             |                                                                                   |                                                                          |
| Јасмин Квадво, · Лена Гинтер, · Надја Бал, · Рут Софија Спелмајер · Немачка | Евелина Скочилас, · Малгожата Колдеј, · Ева Заребска, · Ана Кјелбасињска · Пољска | Јудит Боскер, · Јаел ван Пелт, · Анук Хаген, · Јамиле Самуел · Холандија |

## Сатница
| Датум         | Време | Коло          |
| ------------- | ----- | ------------- |
| 26. јул 2009. | 10:30 | Квалификације |
| 26. јул 2009. | 16:45 | Финале        |

## Резултати

### Квалификације
Такмичење је одржано 26. јула 2009. године. У квалификацијама су учествовале 12 екипа, подељене у 2 групе. У финале су се пласирале по 2 првопласиране из група (КВ) и 4 на основу постигнутог резултата (кв).
Почетак такмичења: група 1 у 10:30, група 2 у 10:40.
| Поз. | Гру. | Ста. | Штафета              | Атлетичарке                                                                        | Рез.  | Бел. |
| ---- | ---- | ---- | -------------------- | ---------------------------------------------------------------------------------- | ----- | ---- |
| 1.   | 1    | 6    | Немачка              | Јасмин Квадво, Лена Гинтер, Јесика Венцел, Рут Софија Спелмајер                    | 44,78 | КВ   |
| 2.   | 1    | 3    | Италија              | Лаура Страти, Лаура Гамба, Камила Фиоринди, Марта Мафиолети                        | 45,49 | КВ   |
| 3.   | 1    | 4    | Пољска               | Катажина Гвјаздон, Малгожата Колдеј, Ева Заребска, Ана Кјелбасињска                | 45,55 | кв   |
| 4.   | 1    | 2    | Холандија            | Јудит Боскер, Јаел ван Пелт, Анук Хаген, Јамиле Самуел                             | 45,86 | кв   |
| 5.   | 1    | 7    | Швајцарска           | Мариса Лаванчи, Жаклин Гасер, Грејс Муамба, Марција Шилеци                         | 46,03 | кв   |
| 6.   | 1    | 5    | Норвешка             | Ида Баке Хансен, Изабел Педерсен, Тине Теигене Дален, Мари Гилде Брубак            | 46,22 | кв   |
| 7.   | 2    | 7    | Ирска                | Стефи Креанор, Ејлиш Фицпатрик, Катерин Макманус, Niamh Whelan                     | 46,79 | КВ   |
| 8.   | 2    | 6    | Србија               | Тања Илић, Мила Андрић, Катарина Сирмић, Ивана Шпановић                            | 46,92 | КВ   |
| 9.   | 2    | 2    | Португалија          | Сусана Сантос, Танија Дуарте, Унгуди Кујавакана, Жоселине Монтеиро                 | 47,21 |      |
| 10.  | 2    | 4    | Шпанија              | Марија Мартин-Сакристан, Маитане Ируретагоиена, Кармен Санчез, Марија Кабеза Навас | 47,34 |      |
|      | 2    | 5    | Француска            | Сара Гујон, Ленора Гион-Фирмин, Мари−Жан Еба, Жесије Сент-Марк                     | НЗ    |      |
|      | 2    | 3    | Уједињено Краљевство | Рахел Гива, Лаура Вејк, Торема Дорсет, Шауна Томпсон                               | НЗ    |      |

### Финале
Такмичење је одржано 26. јула 2009. године у 16:45.
| Пласман | Стаза | Штафета    | Атлетичарке                                                             | Време | Белешке |
| ------- | ----- | ---------- | ----------------------------------------------------------------------- | ----- | ------- |
|         | 6     | Немачка    | Јасмин Квадво, Лена Гинтер, Надја Бал, Рут Софија Спелмајер             | 44,86 |         |
|         | 7     | Пољска     | Евелина Скочилас, Малгожата Колдеј, Ева Заребска, Ана Кјелбасињска      | 45,12 |         |
|         | 8     | Холандија  | Јудит Боскер, Јаел ван Пелт, Анук Хаген, Јамиле Самуел                  | 45,88 |         |
| 4.      | 3     | Италија    | Лаура Страти, Лаура Гамба, Камила Фиоринди, Марта Мафиолети             | 45,92 |         |
| 5.      | 1     | Швајцарска | Мариса Лаванчи, Жаклин Гасер, Грејс Муамба, Марција Шилеци              | 45,97 |         |
| 6.      | 2     | Норвешка   | Ида Баке Хансен, Изабел Педерсен, Тине Теигене Дален, Мари Гилде Брубак | 46,39 |         |
| 7.      | 5     | Ирска      | Стефи Креанор, Ејлиш Фицпатрик, Катерин Макманус, Niamh Whelan          | 46,61 |         |
| 8.      | 4     | Србија     | Тања Илић, Мила Андрић, Катарина Сирмић, Ивана Шпановић                 | 46,86 |         |